# Banū Qurayẓa
I Banu Qurayza (in arabo ﺑﻨﻮ قريظة‎?, Banū Qurayẓa) furono una tribù ebraica che viveva a nord dell'Arabia fino al VII secolo. La tribù si estinse allorché, nel 627, circa 700 maschi furono massacrati dai musulmani.

## Storia
I Banū Qurayza possedevano terre a sud-est dell'oasi di Yathrib, oggi conosciuta come Medina, dove vivevano altre due tribù ebraiche: Banu Qaynuqa e Banu Nadir. Come in tutti gli altri casi di ebrei della Penisola arabica, non si sa se i Banu Qurayza discendessero da rifugiati ebrei o da arabi convertiti al giudaismo. Essi osservarono i precetti del giudaismo ma adottarono alcuni costumi locali arabi e contrassero alleanze matrimoniali con clan arabi.
Nel V secolo, i Qurayza vivevano a Yathrib insieme ad altre due tribù ebraiche: i Qaynuqāʿ e i Nadīr. Gli ebrei introdussero l'agricoltura a Yathrib e dominarono politicamente gli abitanti arabi. Il nome Qurayza viene da una pianta utilizzata dai conciatori di pelli, il che fa supporre che la concia delle pelli fosse la principale occupazione di tale gruppo prima di arrivare a Medina.
La situazione cambiò dopo l'arrivo a Yathrib di due tribù arabe provenienti dallo Yemen: i Banu Aws ed i Banu Khazraj. All'inizio queste tribù erano "clienti" (mawālī) degli ebrei ma, verso la fine del V secolo, essi si ribellarono e divennero indipendenti. 
Probabilmente gli Aws e i Khazraj divennero ostili l'un l'altro. I Banū Naḍīr e i Banū Qurayza erano alleati con i Banū Aws mentre i Banū Qaynuqāʿ lo erano con i Banū Khazraj. Ci furono in totale quattro scontri tra gli ebrei alleati e i Banū Aws e i Banū Khazraj, l'ultimo dei quali, la battaglia di Bu'ath, non fu risolutivo. Ibn Ishaq ricorda che con l'arrivo di Maometto a Medina nel 622, si decise di sottoscrivere un patto, chiamato Costituzione di Medina, col quale si stabilì un aiuto reciproco tra i musulmani, gli ebrei ed i pagani. In questo documento furono menzionati anche i Qurayza e i Nadir, ordinando loro di non sostenere i nemici dei musulmani contro di essi.
Nel 624, dopo la conquista della Mecca nella battaglia di Badr, Maometto espulse i Banu Qaynuqāʿ da Medina a causa del loro rifiuto di allearsi coi musulmani. Gli ebrei si trasferirono con i loro beni in Siria (o nella più settentrionale oasi di Khaybar). Poco dopo Maometto entrò in conflitto anche con i Banū Nadīr poiché essi avevano cercato di complottare contro la sua vita: furono espulsi dalla città. I Qurayza rimasero passivi.
Ultimi ebrei rimasti a Yathrib, nel 627 Maometto si scontrò con essi. In quell'anno un esercito di Quraysh (tribù araba), sotto il comando di Abu Sufyan, marciò contro Yathrib-Medina e la cinse d'assedio. I Qurayza aiutarono i medinesi fornendo loro spade, lance e armature per il combattimento. Ibn Ishaq scrive che, durante l'assedio, Huyayy ibn Akhtab, capo dei Nadir (espulsi tre anni prima da Medina), si recò presso Kāʿb ibn Asad, il capo dei Qurayza, e lo persuase ad aiutare gli arabi della Mecca a conquistare Medina. In un primo momento Kāʿb fu contrario a rompere il patto con Maometto; decise di appoggiare i meccani poiché Huyayy gli promise di condividere con lui le sorti dell'impresa.
La preoccupazione di Maometto fu evidente. Egli mandò alcuni suoi seguaci a parlare con loro, ma l'esito fu deludente: i Qurayza non accorsero in aiuto dei musulmani. Di conseguenza Maometto, dopo la vittoria sui meccani, condusse le sue forze contro i Banu Qurayza. Essi si rinchiusero nella loro fortezza (utum) e sopportarono l'assedio per venticinque giorni. Kāʿb ibn Asad suggerì alcune alternative: abbracciare l'Islam, uccidere i loro bambini e le donne, uscire fuori dalla fortezza e attaccare. I Qurayza non accettarono nessuna alternativa e chiesero di consultarsi con Abū Lubāba ibn ʿAbd al-Mundhir, un loro alleato proveniente dai Banu Aws. Secondo Ibn Ishaq, Abū Lubāba provò pietà per le donne e i bambini e convinse i Qurayza ad arrendersi a Maometto. Il giorno seguente si arresero ai musulmani e questi ultimi presero la loro fortezza e le loro armi. Si decise per il completo sterminio per decapitazione dei circa 700 maschi ebrei e la resa in schiavitù delle donne e dei bambini..
In tale occasione Maometto prese l'ebrea Rayhana, della tribù dei Banū Qurayza, come sua concubina. Più tardi abbracciò l'Islam in cambio della libertà.
La sentenza contro i maschi fu eseguita da ʿAlī ibn Abī Ṭālib e da al-Zubayr ibn al-ʿAwwām e dallo stesso Maometto. Gran parte delle donne e dei fanciulli, venduti come schiavi, furono acquistati dalla tribù ebrea dei Banu Nadir, trasferitasi a Khaybar.

## Il massacro di Medina nella storiografia
La cruenta decisione fu probabilmente la conseguenza dell'accusa di intelligenza col nemico (doppiogiochismo) durante l'assedio ma la sentenza non fu decisa da Maometto, che invece affidò il responso sulla punizione da adottare a Saʿd b. Muʿādh, sayyid dei Banū ʿAbd al-Ashhal, clan della tribù medinese dei Banu Aws e un tempo principale alleato dei Banu Qurayẓa. Questi, ferito gravemente da una freccia (tanto da morirne pochissimi giorni più tardi) e ovviamente pieno di rabbia e rancore, decise per quella soluzione estrema, non frequente ma neppure del tutto inconsueta per l'epoca.  La decisione estrema fu benedetta da Maometto che disse "Hai giudicato secondo la stessa sentenza di Dio al di sopra dei sette cieli". Che non si trattasse comunque di una decisione da leggere in chiave esclusivamente anti-ebraica potrebbe dimostrarcelo il fatto che gli altri Banu Qurayẓa che vivevano intorno a Medina, e nel resto del Ḥijāz (circa 25.000 persone), non furono infastiditi dai musulmani, né allora, né nei tempi immediatamente successivi.
In proposito si è anche espresso uno dei più apprezzati storici del primo Islam, Fred McGrew Donner, che, nel suo Muhammad and the believers (Cambridge, MA, The Belknap Press of Harvard University Press, 2010, p. 74), afferma 
Una minoranza di studiosi musulmani rifiutano di riconoscere l'incidente ritenendo che Ibn Ishaq, il primo biografo di Maometto, abbia presumibilmente raccolto molti dettagli dello scontro dai discendenti degli stessi ebrei Qurayza. Questi discendenti avrebbero arricchito o inventato dettagli dell'incidente prendendo ispirazione dalla storia delle persecuzioni ebraiche in epoca romana.